# 皮戈茨
皮戈茨（英語：Piggotts），又稱聖馬克村，是加勒比海島國安提瓜和巴布達的一個城鎮，位於安提瓜島該島北部的聖喬治區，首都圣约翰以東，距離維爾伯德國際機場8公里，2012年人口1,878人。